# Арсенальная улица (Тула)
Арсенальная улица — древняя улица в Зареченском районе Тулы.

## История
В 1718 году в центре Кузнецкой слободы появился оружейный двор, в котором находились кузницы и склады. Впоследствии склад запустел и на его месте в 1787 году появился склад вооружения — арсенал, а прилегающая площадь стала называться Арсенальной. Площадь в народе называлась Хопром и на ней устраивали базар. Затем улица, проходящая через площадь, тоже получила название Арсенальная.
Улица начинается у Ряжского вокзала и проходит вертикально через Зареченский район до границы города.

## Пересекает следующие улицы
- Ряжская улица
- Улица Галкина
- Октябрьская улица
- Демидовская улица
- Комсомольская улица
- Штыковая улица
- Заварная улица
- Ствольная улица
- Курковая улица
- Дульная улица